# Estación Campana
La Estación Campana es una estación de tren ubicada en la ciudad de Campana, en la provincia de Buenos Aires, Argentina.

## Servicios
Es una estación de trenes del Ramal Villa Ballester - Zárate de la Línea Mitre.
Bajo la concesión de TBA el ramal hacia Zárate tuvo 15 servicios diarios, con trenes en muy mal estado (ya que más de uno le faltaban vidrios en las ventanillas).
En la actualidad, bajo la órbita de Trenes Argentinos, todos los trenes se encuentran en buen estado, limpios, con todos sus vidrios, cuentan con seguridad de PFA que viaja en uno de los coches en todo el recorrido. Los servicios de trenes que llegan a la estación son 10 servicios diarios de ida y 10 servicios de vuelta (con frecuencia de 23 minutos), los días de semana. Los sábados, también 10 servicios de ida y 10 servicios de vuelta, pero con frecuencia de una hora y media entre tren. Y los domingos, tiene once servicios (ya que la mayoría hacen el recorrido completo, Ballester-Zárate), con frecuencia de una hora y media. 

Además es una estación intermedia del servicio de larga distancia entre Retiro y Rosario, que posee una frecuencia diaria.

## Historia
La primera construcción donde se hallaba la estación se encontraba frente al Río Paraná de las Palmas sobre la actual avenida costanera. El 13 de enero de 1876 se produjo el primer viaje entre la Estación Central y Campana, trasladando a bordo a autoridades nacionales y a presidentes de los directorios de los distintos ferrocarriles.
En su etapa inicial los servicios se realizaron diariamente con dos trenes ascendentes y dos descendentes y uno que solamente hacía el recorrido desde la Estación Central hasta la de San Martín. El servicio tenía paradas en las estaciones Belgrano y San Martín.
Desde 1876 hasta 1885 Campana constituyó para Buenos Aires el punto más distante en su afán de unirse por medio de la línea férrea al centro del país. En este último año se prosiguió con el tendido de la línea a Rosario y, posteriormente, a Sunchales y Tucumán.
La fusión de los ferrocarriles Central Argentino y Buenos Aires–Rosario en 1902 determinó el cierre de los talleres ferroviarios locales, por lo cual numerosos obreros fueron despedidos, mientras que otros, con mejor suerte, fueron trasladados a los talleres ferroviarios de Rosario.
En el año 1909 fue presentado un proyecto para realizar modificaciones de las vías que cruzaban la estación y las playas. Pero el proyecto fue por varios motivos postergado hasta 1923, firmándose un contrato entre la municipalidad de Campana y la Empresa ferroviaria para la construcción de la actual estación, la cual contaría con un edificio de 2 pisos y doble vía, en un sitio más cercano al pueblo y así proveerlo de comodidades más adecuadas para el servicio de pasajeros y tráfico de cargas. La nueva estación consta de dos plataformas principales y una auxiliar. Las primeras tienen 240 m de extensión y 12 metros de ancho, encontrándose en su centro cubiertas por un tinglado. En la plataforma principal se encuentra instalada la sala de espera, oficina del jefe de Estación, oficinas de encomiendas, telégrafo y boleterías. Lindero al paso a nivel de la calle Beruti y de la calle Piedrabuena se encuentran el Cabín de señales 1 y 2 que se encargan de controlar las señales y los cambios de vía de la estación, la playa de cargas y de los talleres.
El  ONABE, administrador de los terrenos, realizó un proyecto para convertir las 10 ha que abarcan a los talleres ferroviarios y la ex estación en una barrio de viviendas residenciales. El proyecto nunca prosperó y actualmente, año 2019, se encuentra en un estado deplorable.

### Toponimia
En 1875 los hermanos Costa, Luis y Eduardo, fundan un nuevo pueblo al cual colocan de nombre Campana, respetando el nombre que desde hacía mucho tiempo se utilizaba para designar los campos de su estancia loteada. "El Rincón de Campana" es un nombre que proviene del anterior dueño de las tierras, el andaluz Francisco Álvarez Campana, quien fue uno de los más reconocidos mercaderes de la Buenos Aires colonial y adquiriese la estancia original, que tenía una extensión de 5.000 hectáreas.

## Imágenes

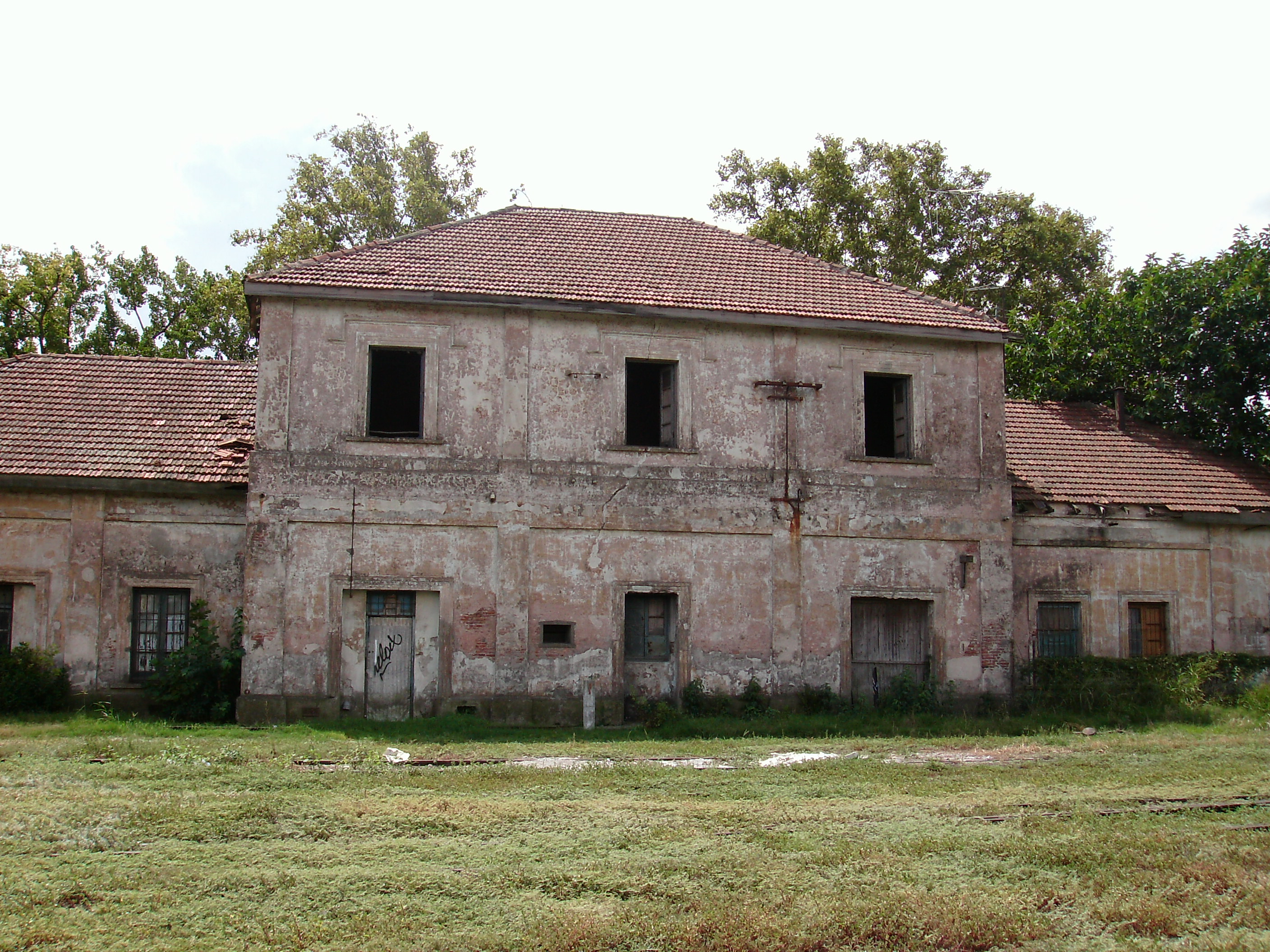
Antigua estación de Campana.
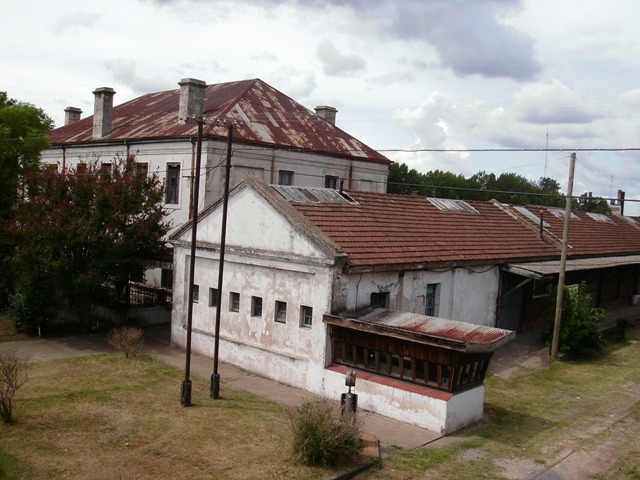
Oficinas y talleres ferroviarios de Campana.
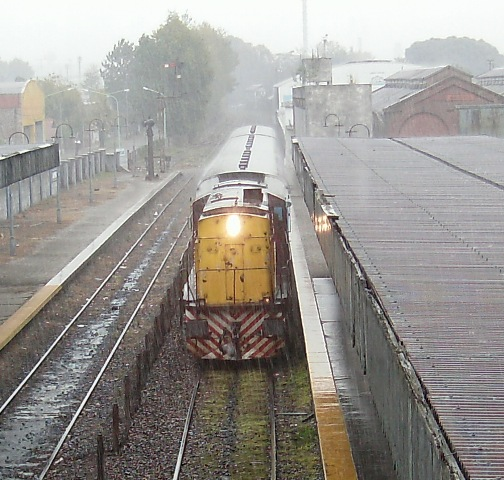
Formación entrando a la estación de Campana.